# A dos Francos (vila)
A dos Francos, ou A-dos-Francos e Á-dos-Francos, é uma vila portuguesa sede da Freguesia de A dos Francos pertencente ao Município de Caldas da Rainha.
A povoação de A dos Francos foi elevada à categoria de vila em 5 de agosto de 2009.

## Orago
A vila de A-dos-Francos é sede da Paróquia de A-dos-Francos que tem por orago São Silvestre.

## Património
- Igreja de São Silvestre de A dos Francos
- Sociedade Instrução Musical Cultura e Recreio A-dos-Francos
- Grupo Desportivo e Cultural de A-dos-Francos